# Gentiana praeclara
Gentiana praeclara är en gentianaväxtart som beskrevs av Marquand. Gentiana praeclara ingår i släktet gentianor, och familjen gentianaväxter. Inga underarter finns listade i Catalogue of Life.